# Cabal Online
Кабал Онлайн (кор. 카발 온라인) — багатокористувацька онлайнова рольова гра (MMORPG), розроблена південно-корейською компанією ESTsoft. Різні версії гри випущені для різних країн. Незважаючи на те, що сама гра Кабал Онлайн є безкоштовною, всередині гри існує «Крамниця», що дозволяє гравцям купувати різні ігрові предмети і бонуси за реальні гроші.

## Історія
Неварет - світ з загубленою історією. Збережені давні перекази оповідають про події Ери Честі, коли цивілізація людей досягла колосальних вершин в науці і мистецтві алхімії. В руках правителів виявилася зосереджена колосальна сила, яку можна було направляти як на творення, так і на руйнування. Таємне товариство «Кабал» підштовхнуло людей до другого шляху, що ледь не знищило весь світ. Руйнівна сила розколола континенти, пробудила вулкани і перетворила квітучу землю в пустелю. Ті, що вижили назвали ті дні Падінням Неварет.
До вцілілих людей звернулися Семеро мудрих. Великі майстри, виявилися останніми, хто володів астральною Силою. Вони допомогли налагодити життя і побудувати міста, і зібрали знання, які залишилися після катастрофи та  зберегли їх в Башті мудрих.
Через багато століть люди забули про жахи Падіння Неварет і почали лояльніше ставитися до розповідей про ті дні як до дитячих казок. Змінилися і мешканці Вежі. Спадкоємці Сімох Мудрих стали активно втручатися в політику і життя цілих народів. Світ Неварет виявився розколотий на дві нації, які змагаються за знання та ресурси. Дрібні сутички на кордонах загрожують обернутися новою масштабною війною, а в містах тим часом стали помічати сліди адептів Кабал.

## Ігровий процес
Як і в більшості MMORPG-ігор, основне завдання в грі — вбивство монстрів. За розправу над ними даються очки досвіду і досвід навичок. При накопиченні певної кількості очок досвіду ви переходите на більш високий рівень. Досвід навичок дозволяє поліпшувати необхідні бойові вміння. Гравці можуть об'єднуватися в групи (максимально — 7 учасників), при цьому досвід кожного гравця додає також досвіду іншим членам команди.

## Ігровий простір
Світ Кабала розділений на кілька окремих областей (мап). На перших рівнях гравцям доступні лише три мапи, перехід між якими здійснюється через спеціальні ворота, але в міру розвитку відкриваються все нові і нові області. У грі присутні підземелля, де необхідно виконувати певні завдання.

## Персонажі і спеціальності
Гравець може вибрати одну з семи основних ігрових спеціальностей:

### Гладіатор
Використовує одноручні чакрами як зброю, є чимось середнім між воїном і ассасином, для того щоб завдавати нищівних ударів використовує очки люті, які збирає протягом битви.

### Воїн
Віддає перевагу дворучним мечам та дайкатанам, володіє великою кількістю вмінь, що підсилюють його атаку. Хороший клас як для PvP, так і для PvE.

### Мисливець
Лучник той же маг тільки на відстані. Клас, що віддає перевагу лише лукові і магічним стрілам. Дуже велика шкода при критичному попаданні, висока швидкість атаки і швидкість відновлення умінь. Дуже вразливий в ближньому бою. Має здатність до відновлення свого, а також чужого здоров'я. Володіє всіма видами стрілецької зброї з 50 рівня може перетворити свій лук в 2 пістолети, а з 130 під дією темної сили опановує астральний автомат.

### Ассасин
Воїн, який полюбляє дві зброї: мечі та катани. Завдяки спритності може ухилитися від небезпечних ударів. Має практично ті ж скіли, що і воїн, але поступається останньому в силі, тому програє PvP. У PvE і війні націй теж не особливо затребуваний, але, маючи відмінний бм2, (використовуючи ретаргет) завдає великої шкоди противнику. Частенько його відправляють першим на боса через його навички абсолютного ухилення від ударів- інтуїція, тобто якийсь час ви можете її використовувати щоб перепочити і відновити запас здоров'я

### Маг
Клас з малою кількістю хп і захисту. Маг здатний атакувати як з відстані, так і поблизу, може накладати бафи на  інших персонажів. Також є швидким класом (швидше за всіх дістається до потрібного місця). Володіє трьома груповими навичками, що дозволяють підвищити опір силі і опір шансу критичного удару, частково відновити хп, але найголовніше — баф, який відновлює очки духу. (Ці очки використовуються для включення бойових режимів і аур, які тимчасово посилюють персонажів всіх учасників групи, що корисно в PvP, війні Націй і в підземеллях). Маг був і до цього дня є найбільш затребуваним персонажем завдяки його головному бафу відновлення очок духу. 

### Відьмак
Клас, створений для PvP і відмінно підходить для PvE. Може вивчити масу умінь, спрямованих на зупинку, уповільнення або крадіжку хп / мп. Слабкий для війни нації, так як на війні вкрай рідко битиметься 1-1. Але якщо потрібно втекти, у нього є і масові дебафи. Відьмак персонаж пасивної дії завдяки його магії (дебафи) відьмака дуже важко перемогти якщо врахувати сутичку 1 на 1. Дуже хороший для гри в дуо з магом.

### Захисник
Мабуть, єдиний клас, який може не турбуватися про захист. У нього дуже велика кількість захисту в порівнянні з воїном 1/4, через це цим класом легко грати. Віддає перевагу щиту і мечу, можливо, катані. Незважаючи на більший захист, слабкий в PvP, але затребуваний гравцями через напрямки в крит ударах (баф дає 25 % шансу крит удару, і 45 % крит шкоди) корисний в PvE і війнах націй. Так само, як і всі класи, має груповий скіл, який оберігає від будь-яких пошкоджень протягом дії скила або поки не завдадуть шкоди в розмірі 8000 одиниць утрати. Так само як і Ст може відновлювати свій запас хіт-пойнтів, але рідше.

## Нація
Коли гравець досягає 52 рівня, йому пропонується вибрати одну з протиборчих націй: «Капелла» або «Проціон», щоб в спеціальних залах змагатися між собою. Також, гравець повторно може змінити або вибрати ту ж націю на 98 рівні. Війна починається з телепортації гравця в зал очікування. Там дається 10 хвилин на те, щоб гравець зібрав або вступив в якусь групу, поповнив запас зілля і пробафив себе і групу (баф найкраще кидати в останню хвилину). Після закінчення 10-ти хвилин, по 75 чоловік від кожної нації переміщаються на поле бою (інші гравці залишаються в черзі залу очікувань і чекають поки хтось вийде). На полі бою є центр, бази двох націй, а також ще кілька контрольних точок. Захоплення точок приносить вашій нації очки так само, як і вбивство ворогів. Нейтральні точки охороняють НПС варти — малий, середній і великий. Після захоплення точки створюється страж тієї чи іншої нації, але оволодіння центром або базою противника не приносить перемоги. Досягається ж вона шляхом захоплення всіх точок, або утриманням більшості на вашому боці до закінчення війни. Тривалість баталії — 1 година.